# Lesterville
Lesterville est une municipalité américaine située dans le comté de Yankton, dans l'État du Dakota du Sud. Selon le recensement de 2010, elle compte 127 habitants. La municipalité s'étend sur 0,2 milles carrés (0,52 km2).
La localité est fondée au XIXe siècle par des colons russes, sous le nom de Moscow. En 1881, le bureau de poste local se déplace vers le sud-ouest, près du Milwaukee Railroad, et prend le nom du petit-fils du receveur des postes, Lester Dex.

## Démographie
| 1900 | 1910 | 1920 | 1930 | 1940 | 1950 |
| ---- | ---- | ---- | ---- | ---- | ---- |
| 244  | 279  | 281  | 228  | 229  | 192  |

| 1960 | 1970 | 1980 | 1990 | 2000 | 2010 |
| ---- | ---- | ---- | ---- | ---- | ---- |
| 173  | 181  | 156  | 168  | 158  | 127  |